# Immunovia
Immunovia AB är ett svenskt börsnoterat medicinsk teknik-företag. Bolaget utvecklar verktyg för diagnosticering av sjukdomar. Ur blodprov finner man biomarkörssignaturer specifika för varje sjukdom.
Det första testet avser bukspottkörtelcancer och genomgår nu avslutande valideringsstudier.
Företaget bildades 2007 av forskare från CREATE Health och institutionen för immunteknik vid Lunds Universitet.